# Yponomeutoidea
Yponomeutoidea Stephens, 1829 è una superfamiglia di lepidotteri. Comprende circa 1 860 specie distribuite in tutto il mondo, delle quali 263, tra specie e sottospecie, in Europa.

## Etimologia
Il termine Yponomeutoidea deriva dal greco antico ὑπό (ypo), che significa sotto, e νομός (nomós), che significa cibo o dimora, da cui "nutrire segretamente, o tana/cunicolo".

## Descrizione
L'autapomorfia più importante del gruppo è la formazione di estensioni sull'ottava pleura nei maschi. I lobi pleurici racchiudono l'apparato genitale. La loro dimensione è correlata alla dimensione dell'apparato genitale e soprattutto alle valvulazioni. Nei Plutellidae, Acrolepiidae0 e Heliodinidae i lobi sono piuttosto piccoli e stretti, nei Bedelliidae e Glyphipterigidae i lobi non sono formati come strutture separate. In queste due famiglie, quindi, si sono dovute fare ipotesi supplementari per giustificare l'attribuzione alla superfamiglia. Un'altra possibile autapomorfia è la presenza di una costa obliqua dietro il margine anteriore del secondo sterno. Tuttavia, questo è assente negli Ochsenheimeriinae della famiglia Ypsolophidae e in alcuni Lyonetiidae.
Gli ocelli e i chaetosemata possono essere presenti o meno. Le antenne sono filiformi e lo scapo può essere pettinato o avere scaglie sporgenti. La spirotromba è priva di squame e solitamente ben sviluppata. I piccoli palpi mascellari possiedono da uno a quattro lobi. In alcune specie sono attaccati alla base della spirotromba. I palpi labiali sono flaccidi o diretti in avanti o verso l'alto. Non sono vistosamente allungati o curvi sopra la testa. Sull'ultimo arto portano un organo sensoriale basalmente o vicino al centro. È presente l'epifisi. Le stecche anteriori (tibie) delle gambe non ne hanno, quelle dei due medi e quelle dei quattro speroni posteriori. Occasionalmente sono anche deformati. Le stecche delle zampe posteriori sono di solito scagliate in modo regolare. Sulle ali anteriori, in alcune specie si forma un'impronta alare (pterostigma) ed è presente un cordone. La vena alare Rs4 è quasi sempre postapicale. La vena mediana è di solito ridotta o assente nella regione della cellula. Nelle femmine, il frenulo di solito consiste di due sole setole. Il mesosterno è strutturato come nella Tineoidea. Le spine sulle terga dell'addome sono variamente sviluppate e spesso assenti.
Le pupe mancano delle setole spinose sull'addome. Le spine singole si trovano a volte insieme alle setole D1 e SD1. I segmenti dal primo al quarto delle pupe sono immobili.

## Tassonomia
Nelle Yponomeutoidea sono comprese le seguenti undici famiglie:
- Acrolepiidae
- Argyresthiidae
- Attevidae
- Bedelliidae
- Glyphipterigidae
- Heliodinidae
- Lyonetiidae
- Plutellidae
- Praydidae
- Yponomeutidae
- Ypsolophidae